# Альдеадавіла-де-ла-Рибера
Альдеадавіла-де-ла-Рібера (ісп. Aldeadávila de la Ribera) — муніципалітет в Іспанії, у складі автономної спільноти Кастилія-і-Леон, у провінції Саламанка. Населення — 1389 осіб (2010).

## Географія
Муніципалітет розташований на португальсько-іспанському кордоні.
Муніципалітет розташований на відстані близько 260 км на захід від Мадрида, 85 км на захід від Саламанки.

## Демографія
Динаміка населення (INE ):

## Парафії
На території муніципалітету розташовані такі населені пункти: (дані про населення за 2010 рік)
- Альдеадавіла-де-ла-Рібера: 1180 осіб
- Корпораріо: 188 осіб
- Сальто-де-Альдеадавіла: 21 особа

## Персоналії
- Хосе-Марія Мартін-де-Еррера (1835—1922) — кардинал, архієпископ Компостельський.